# Gesellschaft für Didaktik der Mathematik
Die Gesellschaft für Didaktik der Mathematik (GDM) ist eine wissenschaftliche Vereinigung mit dem Ziel, die Didaktik der Mathematik in Deutschland, Österreich und der Schweiz zu fördern und mit entsprechenden Institutionen in anderen Ländern zusammenzuarbeiten. Sie wurde 1975 in Saarbrücken während der Jahrestagung für Didaktik der Mathematik gegründet. Die GDM Schweiz wurde in Zürich 2014 gegründet und ist seither ein eigenständiger Verein nach Schweizer Recht mit eigenen Vereinsstatuten.
Die GDM gibt eine internationale wissenschaftliche Zeitschrift heraus, das „Journal für Mathematik-Didaktik“ (JMD), welche zweimal jährlich erscheint, aber auch als Online-Ausgabe vorhanden ist. Ferner veranstaltet sie jährlich eine Jahrestagung, die eine wichtige Konferenz für Mathematikdidaktik in Deutschland darstellt.
Die GDM wird geleitet von einem Vorstand und einem Beirat. Innerhalb der GDM gibt es zahlreiche Arbeitskreise, an denen auch Nicht-Mitglieder mitwirken können.

## Vorstand
- 1975–1979: Heinz Griesel, Hans-Günther Bigalke
- 1979–1983: Hans Schupp
- 1983–1987: Heinrich Winter, Ursula Viet
- 1987–1991: Gerhard Becker,
- 1991–1995: Heinrich Bürger, Lisa Hefendehl-Hebeker
- 1995–2001: Werner Blum, Elmar Cohors-Fresenborg
- 2001–2005: Kristina Reiss,
- 2005–2007: Elmar Cohors-Fresenborg,
- 2007–2013: Hans-Georg Weigand,
- 2013–2017: Rudolf vom Hofe, Silke Ruwisch
- 2017–2021: Andreas Eichler, Katja Lengnink
- seit 2021: Reinhard Oldenburg, Daniela Götze

## Ehrenmitglieder
(Quelle: )
- Arnold Kirsch
- Heinz Griesel
- Hans Schupp
- Ursula Viet
- Hans-Joachim Vollrath
- Werner Walsch
- Heinrich Winter
- Lisa Hefendehl-Hebeker
- Werner Blum